# Rubus opacus
Rubus opacus är en rosväxtart som beskrevs av Wilhelm Olbers Focke. Rubus opacus ingår i släktet rubusar, och familjen rosväxter. Utöver nominatformen finns också underarten R. o. minor.